# Haley Bennett
Haley Bennett (rođena kao Haley Keeling 7. siječnja 1988. u Naplesu, Florida) je američka filmska glumica.

## Životopis
Pohađala je školu Stow-Munroe Falls High School u Stowu, Ohio. Nakon toga je studirala glazbu i glumu dok je pohađala Barron Collier High School. Ona i njena majka su se preselile u Los Angeles, California, kako bi slijedile njenu karijeru u ljeto 2005. tokom njezine završne godine.
Haleyna prva filmska uloga bila je u romantičnoj komediji Glazba i stihovi (Music & Lyrics) gdje je glumila pop zvijezdu Coru Corman uz Hugha Granta i Drew Barrymore.
Upravo je završila snimanje njenog drugog filma College.

## Vanjske poveznice
- Haley Bennett u internetskoj bazi filmova IMDb-u (engl.)
- Official Website
- Haley Bennett Site  Arhivirana inačica izvorne stranice od 3. srpnja 2007. (Wayback Machine)
- Haley Bennett on Myspace